# John Devine
John Devine (Dixon, 2 november 1985) is een Amerikaans wielrenner. In 2004 maakte hij deel uit van het allereerste Amerikaans nationaal team van mountainbikers jonger dan 23. Zijn prestaties bleven hier niet onopgemerkt. Al gauw maakte hij echter de overstap naar het wegwielrennen.
Hij reed als belofte al enkele goede uitslagen in Europa, onder andere in de Ronde van Antwerpen in 2005. Dankzij een goede 3e plaats in de Ronde van Tarragona wist hij Johan Bruyneel te overtuigen en kreeg hij een contract aangeboden bij Discovery Channel. In 2008 fietst Devine voor Team T-Mobile.

## Erelijst
2005
- 3e in 2e etappe Tweedaagse van de Gaverstreek
- 3e in Proloog Ronde van Antwerpen, Booischot
- 3e in 3e etappe Ronde van Antwerpen, Alt-Hoeselt

2006
- 3e in Eindklassement Volta Ciclista Provincia Tarragona
- 3e in Romsée - Stavelot - Romsée

2007
- 1e in Eindklassement Volta Ciclista Provincia Tarragona
- 1e in 5e etappe deel a Volta Ciclista Provincia Tarragona, Escornalbou
- 1e in 2e etappe Ronde de l'Isard d'Ariège (U23), Guzet Neige
- 1e in Eindklassement Ronde de l'Isard d'Ariège (U23)

## Tourdeelnames
geen

## Ploegen
- 2007 - Discovery Channel Pro Cycling Team
- 2008 - Team High Road

Basso (tot 30/04) · 
Beppu ·
Bileka · 
Brajkovič ·
Contador ·
Cruz ·
Cummings ·
Danielson ·
Davis ·
Devine ·
Devolder ·
Fuyu ·
Goesev ·
Hincapie · 
Leipheimer ·
Lowe · 
Martínez ·
McCartney ·
Meersman ·
Murn · 
Noval ·
Padrnos ·
Paulinho ·
Popovytsj · 
Rubiera ·
Vaitkus ·
Vandborg ·
Van Goolen ·
White (tot 15/08)
Barry ·
Boasson Hagen ·
Burghardt ·
Cavendish ·
Ciolek ·
Davis ·
Devine ·
Eisel ·
Gerdemann ·
Grabsch   ·
Greipel ·
Hammond ·
Hansen ·
Henderson ·
Hincapie ·
Kirchen ·
Klier ·
Knaven ·
Lewis ·
Löfkvist ·
Martin ·
Pinotti ·
Possoni ·
Raboň ·
Reynés ·
Rogers ·
Sieberg ·
Siwtsow ·
Wiggins ·
Dockx (stagiair)